# بونا (خواننده)
کیم جی یون (کره‌ای: 김지연؛ زادهٔ ۱۹ اوت ۱۹۹۵) که بیشتر با نام هنری بونا (انگلیسی: Bona) شناخته می‌شود، خواننده و بازیگر اهل کره جنوبی است. او یکی از اعضای گروه دخترانهٔ کره‌ای-چینی کازمیک گرلز و همچنین زیر گروه دابلیوجی‌اس‌ان د بلک است. او حرفهٔ بازیگری خود را در درام شبکهٔ کی‌بی‌اس۲، بهترین ضربه (۲۰۱۷) آغاز کرد و اولین نقش اصلی خود را در درام نسل دختران ۱۹۷۹ (۲۰۱۸) ایفا کرد. بونا با به تصویر کشیدن شخصیت کو یو ریم به عنوان شمشیرباز قهرمان جهان و برندهٔ مدال طلا در درام شبکهٔ تی‌وی‌ان به نام بیست و پنج بیست و یک و لی یون جو در درام شبکهٔ ام‌بی‌سی به نام وکیل چوسان به شهرت رسید.

## اوایل زندگی و تحصیلات
بونا زادهٔ ۱۹ اوت ۱۹۹۵ در دالسو، ده‌گو، کره جنوبی است. او از دبیرستان دخترانهٔ دونگ‌گوک فارغ‌التحصیل شده است.

## فیلم‌شناسی

### مجموعه تلویزیونی
| سال       | عنوان                | نقش         | توضیحات      | منابع         |
| --------- | -------------------- | ----------- | ------------ | ------------- |
| ۲۰۱۷      | بهترین ضربه          | دو هه ری    |              | [ ۷ ] [ ۸ ]   |
| ۲۰۱۷      | نسل دختران ۱۹۷۹      | لی جونگ هی  |              | [ ۹ ] [ ۱۰ ]  |
| ۲۰۱۸      | رادیو عاشقانه        | دی‌جی جی     | حضور افتخاری | [ ۱۱ ]        |
| ۲۰۱۸      | خدمتکار تو           | ایم دا یونگ |              | [ ۱۲ ] [ ۱۳ ] |
| ۲۰۲۰–۲۰۲۱ | داستان عشق خانگی     | لی هه دون   |              | [ ۱۴ ]        |
| ۲۰۲۲      | بیست و پنج بیست و یک | کو یو ریم   |              | [ ۱۵ ] [ ۱۶ ] |
| ۲۰۲۲      | وکیل چوسان           | لی یون جو   |              | [ ۱۷ ] [ ۱۸ ] |
| ۲۰۲۵      | بازگشت به قصر        | یو ری       |              | [ ۱۹ ]        |

### مجموعه اینترنتی
| سال  | عنوان    | نقش        | منابع  |
| ---- | -------- | ---------- | ------ |
| ۲۰۲۴ | بازی هرم | سونگ سو جی | [ ۲۰ ] |

### برنامه تلویزیونی
| سال  | عنوان                              | نقش               | منابع |
| ---- | ---------------------------------- | ----------------- | ----- |
| ۲۰۱۸ | قانون جنگل در جزایر ماریانای شمالی | عضو گروه بازیگران |       |